# Lebia guttula
Lebia guttula är en skalbaggsart som beskrevs av Leconte. Lebia guttula ingår i släktet Lebia och familjen jordlöpare. Inga underarter finns listade i Catalogue of Life.